# Ешжанов, Камза
Камза Ешжанов (каз. Хамза Есжанов; 1895 год, село Коптагай — 1966 год) — старший чабан колхоза «Баршакум» Байганинского района Актюбинской области, Казахская ССР. Герой Социалистического Труда (1948).
Родился в 1895 году в семье бедного кочевника в окрестностях села Коптагай (сегодня — Байганинский район). В начале 1930-х годов вступил в сельскохозяйственную артель, которая позднее была преобразована в колхоз «Баршакум» Байганинского района. Трудился в этом колхозе чабаном. В 1942 году был призван на фронт. После демобилизации в 1945 году возвратился в родной колхоз, где был назначен старшим чабаном.
В 1947 году бригада Камзы Ешжанова вырастила в среднем по 142 ягнёнка от каждой сотни овцематок. Указом Президиума Верховного Совета СССР от 23 июля 1948 «за получение высокой продуктивности животноводства в 1947 году при выполнении колхозом обязательных поставок сельскохозяйственных продуктов и плана развития животноводства» удостоен звания Героя Социалистического Труда с вручением ордена Ленина и золотой медали «Серп и Молот».
Несколько лет был заведующим колхозной молочно-товарной фермой.
В 1956 году вышел на пенсию. Скончался в 1966 году.